# Бялка (Радинський повіт)
Бялка (пол. Białka) — село в Польщі, у гміні Радинь-Підляський Радинського повіту Люблінського воєводства. Населення — 694 особи (2011).
У 1975-1998 роках село належало до Білопідляського воєводства.

## Демографія
Демографічна структура станом на 31 березня 2011 року:
|          | Загалом | Допрацездатний вік | Працездатний вік | Постпрацездатний вік |
| -------- | ------- | ------------------ | ---------------- | -------------------- |
| Чоловіки | 343     | 67                 | 236              | 40                   |
| Жінки    | 351     | 80                 | 192              | 79                   |
| Разом    | 694     | 147                | 428              | 119                  |